# Lateraalkanaal (Almelo)
Het Lateraalkanaal is een afvoerkanaal, dat het water van de Loolee om de stad Almelo leidt. Dit veelal stedelijke en relatief verontreinigde water wordt dan snel afgevoerd via de Veeneleiding en de Linderbeek, om vervolgens via de Regge en Overijsselse Vecht in het IJsselmeer te stromen.